# Omeganastatus
Omeganastatus is een geslacht van vliesvleugeligen uit de familie Eupelmidae. De wetenschappelijke naam van dit geslacht is voor het eerst geldig gepubliceerd in 1995 door Gibson.

## Soorten
Het geslacht Omeganastatus is monotypisch en omvat slechts de volgende soort:
- Omeganastatus macrocercus Gibson, 1995